# هيلدر موتا
هيلدر موتا (بالبرتغالية: Hélder Mota) هو لاعب كرة قدم برتغالي في مركز الوسط، ولد في 25 يونيو 1992 في بينفايل في البرتغال. لعب مع نادي بينفايل.

## وصلات خارجية
- هيلدر موتا على موقع قاعدة بيانات كرة القدم.إي يو (الإنجليزية)
- هيلدر موتا على موقع Soccerway.com (الإنجليزية)